# Euploea lankana
Euploea lankana är en fjärilsart som beskrevs av Moore 1877. Euploea lankana ingår i släktet Euploea och familjen praktfjärilar. Inga underarter finns listade i Catalogue of Life.